# دانيلو هوندو
دانيلو هوندو (بالألمانية: Danilo Hondo) مواليد 4 يناير 1974 في غوبن، ألمانيا الشرقية، هو دراج ألماني في صنف سباق الدراجات على الطريق.

## سجل النتائج

### سباقات أو مراحل فاز بها
- طواف إيطاليا

## روابط خارجية
- دانيلو هوندو على موقع الاتحاد الدولي للدراجات (الإنجليزية)
- دانيلو هوندو على موقع أرشيف الدراجات (الإنجليزية)
- دانيلو هوندو على موقع إحصائيات الدراجات الإحترافية (الإنجليزية)
- دانيلو هوندو على موقع نسبة الدراجات (الإنجليزية)
- دانيلو هوندو على موقع CycleBase (الإنجليزية)
- دانيلو هوندو على موقع أوليمبيديا (الإنجليزية)